# 예브게니 루키야넨코
예브게니 유리예비치 루키야넨코(러시아어: Евгений Юрьевич Лукьяненко, 1985년 1월 23일 ~ )는 러시아의 육상 선수이다.
루키야넨코는 2007년 오사카 세계 선수권 대회에서 5.81m를 뛰어서 6위를 했다. 그는 2008년 베이징 올림픽 장대높이뛰기에서 은메달을 땄다.
그의 키는 1.90m이고 몸무게는 80kg이다.

## 참조
- (영어) 예브게니 루키야넨코 - 국제 육상 경기 연맹